# السلخانة (فلم)
السلخانة هو فيلم مصري عرض عام 1982، بطولة مديحة كامل وسمير صبري وعادل أدهم، قصة إسماعيل ولي الدين وإعداد سينمائي السيد بدير وسيناريو وحوار بشير الديك ومن إخراج أحمد السبعاوي.

## قصة الفيلم
ينجح المعلم أبو حلقه (محمد رضا) في رد الصاغ صاغين إلى المعلم نجم (عادل أدهم) وشراء كل البهائم من الاسواق ليصبح هو المعلم الوحيد في السلخانة ويوافق المعلم نجم على مضض على الصلح مع المعلم أبو حلقة ويوافق أيضا على زواج ابنته صفاء(ليلي حمادة) من الابن الثاني للمعلم أبو حلقه المهندس علاء (سمير صبري) وفي ليله الفرح يتفق المعلم نجم مع أحد رجاله على قتل المعلم عمر (سعيد عبد الغني) الابن الأول للمعلم أبو حلقه وذراعه الأيمن في السلخانة لكي يحرق قلب أبيه عليه وينتقم منه.

## طاقم التمثيل
- مديحة كامل: (فاطمة)
- سمير صبري: (المهندس علاء ابن أبو حلقة)
- عادل أدهم: (المعلم نجم)
- محمد رضا: (المعلم أبو حلقة)
- سعيد عبد الغني: (عمر ابن أبو حلقة)
- نجوى فؤاد: (هنومة)
- أحمد عدوية: (مطرب الفرح)
- ليلى حمادة: (صفاء بنت المعلم نجم)
- صلاح نظمي: (المعلم حرب زوج هنومة)
- حسين الإمام: (سيد الأعصر)
- يوسف وهبي: (الأفندي الجالس بالمقهى)
- ميمي شكيب: (المعلمة ملكة)
- سيد زيان: (تعويرة السكير)
- حسن حسين: (زينهم)
- وسيلة حسين
- الطوخي توفيق
- مهدي عباس
- صالح الإسكندراني
- مختار السيد
- نعيم عيسى
- ثريا عز الدين
- أحمد أبو عبية
- مطاوع عويس
- لويس يوسف
- هريدي عمران
- مصطفى عكاشة

## فريق العمل
- إخراج: أحمد السبعاوي
- قصة: إسماعيل ولي الدين
- إعداد سينمائي: السيد بدير
- سيناريو وحوار: بشير الديك
- مدير التصوير: محمود فهمي
- مونتاج: فكري رستم
- إنتاج: إنترناشيونال فيلم (سمير صبري)
- موسيقى تصويرية: جمال سلامة
- توزيع: الهيئة العامة للسينما

## وصلات خارجية
- مقالات تستعمل روابط فنية بلا صلة مع ويكي بيانات